# ولادیمیر کولیچ
ولادیمیر کولیچ (انگلیسی: Vladimir Kulich؛ زادهٔ ۱۴ ژوئیهٔ ۱۹۵۶) یک هنرپیشه اهل کانادا است.
از فیلم‌ها یا برنامه‌های تلویزیونی که وی در آن نقش داشته است می‌توان به سیزدهمین سلحشور، آیرونکلاد، ایکوالایزر اشاره کرد.